# شعار بولندا
شعار بولندا هو نسر أبيض متوج بمنقار ذهبي ومخالب، على خلفية حمراء. جرى تبنيه أول مرة في عام 1295 وعُدل أخيرًا في 1990.

البولندية شعار 960-1320
معطف من مملكة بولندا 1320-1386
معطف من الأسلحة من الدولة البولندية اللتوانية من جاجيلونيانز 1386-1569
معطف من الكومنولث البولندي اللتواني بعد اتحاد لوبلين في 1569
معطف من الكومنولث البولندي اللتواني خلال عهد ستيفان باتوري 1575-1586
معطف الأسلحة من الكومنولث البولندي اللتواني خلال عهد سلالة فاسا 1587-1668
معطف من الكومنولث البولندي اللتواني في عهد ميشال كوريبوت ويسنيويكي 1669-1673
معطف الأسلحة من الكومنولث البولندي اللتواني خلال عهد يناير الثالث سوبيسكي 1674-1696
معطف من الكومنولث البولندي اللتواني خلال عهد ستانيسلاو ليزكشينسكي 1704-1709
معطف من الكومنولث البولندي اللتواني خلال عهد ستانيساو أغسطس أغسطس بونياتوسكي 1764-
، المعطف الاذرع، بسبب، ال التعريف، مملكة الكونجرس البولندي، 1917-1832
البولندية، المعطف الاذرع، إبان، ال التعريف، يناير، إنتفاضة، بسبب، 1863-1864
معطف الأسلحة من جمهورية بولندا 1918-1945
شعار سلاح الجمهورية الشعبية البولندية لعام 1945-1989